# HD208545
HD208545 — хімічно пекулярна зоря спектрального класу A2, що має видиму зоряну величину в смузі V приблизно  8,5.
Вона  розташована на відстані близько 445,0 світлових років від Сонця.